# Le Grand Combat (Lucky Luke)
Pour les articles homonymes, voir Le Grand Combat.
Le Grand Combat est la dixième histoire de la série Lucky Luke écrite et dessinée par Morris. Elle est publiée pour la première fois en 1950 du no 630 au no 646 dans le journal Spirou, puis dans l'album Sous le ciel de l'Ouest en 1952.

## Univers

### Personnages
Lucky Luke :
Jolly Jumper :
Percival Belden :  boxeur coaché par Lucky Luke.
Bucéphal : cheval de Percival Belden.
Rosita : fiancée de Percival Belden.
Slats Slipery Nelson : preneur des paris pour le combat entre Belden et Killer Kelly, homme malhonnête, il décide d'enlever Rosita pour que Belden perde.
Killer Kelly : adversaire de Percival Belden. 

## Publication

### Revues
L'histoire est parue dans le journal Spirou, du no 630 (11 mai 1950) au no 646 (31 août 1950).